# Витків
Ви́тків — село в Україні, у Гощанській селищній громаді Рівненського району Рівненської області. Населення становить 349 осіб. Село розташоване за 1 км від колишнтього центру сільради — Красносілля, за 8 км від центру громади селища міського типу Гоща. Село нараховує 125 селянських господарств, проживає 347 осіб. В селі розташовані: церква Апостола Якова (1990 р.), клуб, магазин, початкова школа, відділок (тваринницька ферма) агрофірми «Мир».

## Історія села
Вперше згадується у географічному словнику Королівства Польського в 1570 році. Знаходиться на відстані 35 кілометрів на північний схід від міста Рівне на берегах річечки Крапилівці — притоки Рудки. Судячи з того, що місцеві жителі натрапляють на знахідки давніх знарядь праці з каменю та кременю, можна припустити: люди тут оселилися дуже давно. Тоді привчилися до корисної праці.
Ймовірно, назва села походить від різновиду роботи: Витків — цебто снувати нитки, вити і ткати. Таке твердження має право на існування тому, що, за переказами старожилів, у сусідньому селі Красносілля колись існувало суконне виробництво. Щоб сукно виготовити, треба було спершу напрясти (насукати) ниток. Можливо, таке ж підприємство діяло й у Виткові.
Назва села може походити і від витоку, верхів'я вищезгаданої річки, що перерізає Витків навпіл. Разом з тим існує версія наче село заснував рибалка Витко, який прибув сюди на заробітки із Львівщини.
Колись поселення заглиблювалося у ліси і вважалося малодоступним. Біля нього в низинних берегах річки було немало озер, багатих рибою, родючими й придатними для вирощування сільськогосподарських культур землями. Поруч лежали горбисті землі.
У 1770 році побудовано православну церкву Святого апостола Якова, без дзвіниці. Останню було зведено у 1868 році. Храм довгий час був приписаним до Синівського приходу. Серед населення проживало немало католиків, які домагалися переобладнання храму в костел. З цього приводу було їх звернення до Луцько-Острозького греко-католицького єпископа Сильвестра Рудницького; він визнав претензію несправедливою, бо кількість православного населення у Виткові значно переважала ополячене. Замість грошової оплати священиків єпископ рекомендував селянам щорічно на їх користь здавати з господарства по 20 снопів зернових.
Витків згадується у документах 1855, 1890, 1927 років (свідчення подальшого розвитку). В період польської окупації Витків став одним з тих сіл, де без особливих труднощів можна було прихиститися підпільникам, у тому числі і членам КПЗУ. Непогано тут почувались під час війни патріоти сил УПА. Багато хто з них успішно переховувався від переслідувань сталінських каральних загонів. І все ж немало молодих людей стали жертвами репресій.
У 1950 році в селі засновано колгосп імені Жданова. А через вісім років сусідні села злилися у спільну артіль імені Горького. Витків став бригадним селом. Так тривало і після перейменування колгоспу на орендне підприємство агрофірму «Мир».
Давня церква, побудована ще у XVIII столітті, згоріла, начеб, від грози в 70-х роках XX століття. На тому ж місці у 1990 році з допомогою агрофірми «Мир» збудовано нову. В селі побудовано також капличку.
З цього села вийшло багато шанованих людей. Серед них і Василь Свиденюк, який набув високого пасторського чину у опануванні богослов'я. Зараз працює у вищих духовних сферах російської православної церкви. Довгий час тут бригадиром працює Галина Петрівна Кучер.
За останні три десятиліття Витків помітно перебудувався. Його вулиці спершу були забрукованими, а потім і заасфальтовані. Незважаючи на економічну кризу, що настала в Україні у другій половині 90-х років, тут люди мають робочі місця, зберігши технічну базу сільгосппідприємства, створену попередніми і примножену останніми роками. З 2005 року село газифіковане.
12 червня 2020 року, відповідно до розпорядження Кабінету Міністрів України № 722-р від «Про визначення адміністративних центрів та затвердження територій територіальних громад Рівненської області», увійшло до складу Гощанської селищної громади.
19 липня 2020 року, в результаті адміністративно-територіальної реформи та ліквідації Гощанського району, село увійшло до складу новоутвореного Рівненського району.
15 січня 2022 року релігійна громада Свято-Яківської парафії провела схід села під час якого було ухвалено рішення про зміну юрисдикції і перехід до Православної Церкви України.

## Населення

### Мова
Розподіл населення за рідною мовою за даними перепису 2001 року:
| Мова       | Кількість | Відсоток |
| ---------- | --------- | -------- |
| українська | 348       | 99.71%   |
| російська  | 1         | 0.29%    |
| Усього     | 349       | 100%     |